# Ахва
Ахва (англ. Ahwa, гудж. આહવા) — город в индийском штате Гуджарат. Административный центр округа Данг. Расположен на высоте 401 м над уровнем моря. Население города по данным на 2001 год составляло 13 722 человека. Основные языки — гуджарати и хинди.